# Lucrezia Agujari
Lucrezia Ajugari, dite « la Bastardella » ou « la Bastardina », née en 1743 à Ferrare et morte le 18 mai 1783 à Parme, est une soprano italienne.

## Biographie
On la disait fille naturelle du marquis Bentivoglio, un grand seigneur italien, d'où son surnom de « la Bastardella ».
Elle avait étudié auprès de Brizio Petrucci, maître de chapelle de la cathédrale de Ferrare et avec l'abbé Lambertini. Elle a fait ses débuts en 1764 à Florence. Elle a obtenu un énorme succès à Milan, puis s'est rendue à Londres, où l'accueil n'a pas été moins triomphal. Elle chantait dans des concerts où, pour l'exécution de seulement deux pièces, elle recevait de très gros émoluments.
Contemporaine de Mozart, elle aurait, selon lui et à son grand étonnement, atteint le do altissimo (une octave au-dessus du do alto, avec une étendue totale de trois octaves et demi) à l'Opéra ducal de Parme le 24 mars 1771. Burney la dit plus virtuose que musicienne, manquant d'expression. Son répertoire couvrait pas moins de 60 rôles différents ce qui, compte tenu de la brièveté de sa carrière est remarquable.
Lucrezia Agujari a épousé le compositeur Giuseppe Colla en 1780. De leur union sont nés deux enfants: Francesco en 1768 et Angela en 1779.
Elle meurt de la tuberculose à Parme.

## Sources
1. ↑  (en) Matthew Boyden, The Soprano, a Cultural Histori, Ragueneau, p. 141

- Notices dans des dictionnaires ou encyclopédies généralistes :   - Brockhaus
  - Dizionario biografico degli italiani
  - Enciclopedia delle donne
  - Enciclopedia italiana
  - Enciclopedia De Agostini
  - Treccani
- Consultorio en música clásica
- Le meilleur des mondes d'Aldous Huxley chap XI : it effortlessly passed from Gaspard's Forster's low record on the very frontiers of musical tone to a trilled bat-note high above the highest C to which (in 1770, at the Ducal opera of Parma, and to the astonishment of Mozart) Lucrezia Ajugari, alone of all the singers in history, once piercingly gave utterance.